# Liza falcipinnis
Liza falcipinnis är en fiskart som först beskrevs av Valenciennes, 1836.  Liza falcipinnis ingår i släktet Liza och familjen multfiskar. Inga underarter finns listade i Catalogue of Life.